# (6408) Saijo
(6408) Saijo (1992 UT5) – planetoida z pasa głównego asteroid okrążająca Słońce w ciągu 4,87 lat w średniej odległości 2,87 j.a. Odkryta 28 października 1992 roku.